# Butch Patrick

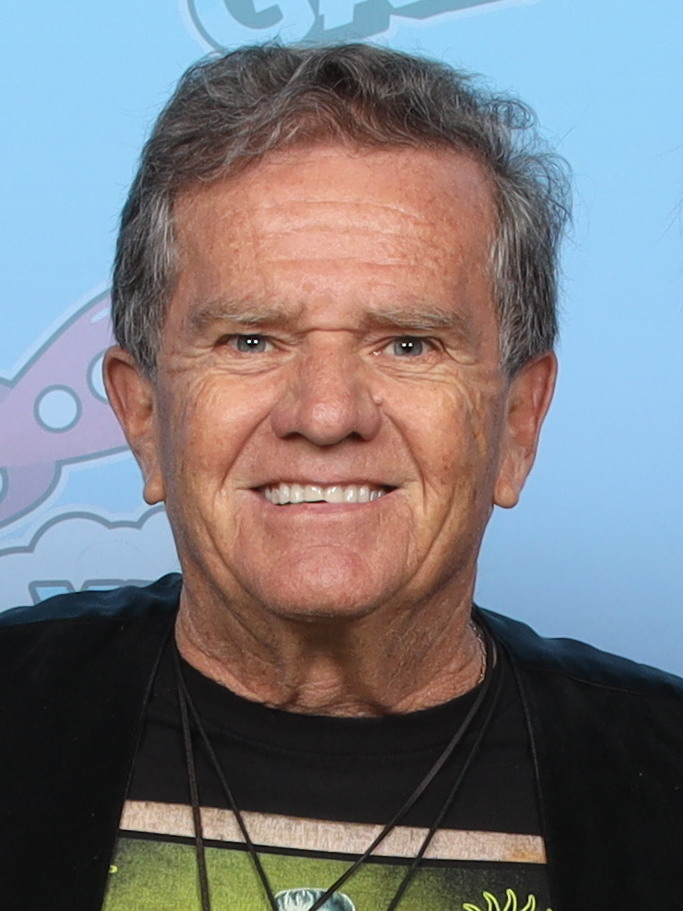
Butch Patrick (2024)

Butch Patrick (* 2. August 1953 in Los Angeles, Kalifornien als Patrick Alan Lilley) ist ein US-amerikanischer Schauspieler und ehemaliger Kinderstar.

## Leben
Seinen allerersten Fernsehauftritt hatte Patrick im Jahr 1960 als Siebenjähriger in einer Werbesendung für die Firma Kellogg. Seine bekannteste Rolle war die des Werwolfkinds Eddie Munster in der Fernsehserie The Munsters, dessen Part in der Pilotfolge noch von Happy Derman dargestellt wurde. Nach der Einstellung der beliebten Fernsehserie im Jahr 1966 konnte er noch kurzzeitig mit der Hauptrolle in der Kinderserie Lidsville Erfolge verbuchen, wobei er sogar in einigen Teenie-Magazinen porträtiert wurde. Mit den „Munster“-Darstellern Al Lewis (Grandpa) und Yvonne De Carlo (Lily) war er später eng befreundet.
Er hat in bisher 61 Produktionen mitgespielt, unter anderem mit Burt Lancaster, Judy Garland, Sidney Poitier, Walter Brennan, Audie Murphy, Wayne Newton, Bobby Darin, James Arness, Bill Bixby und Clint Eastwood.
Heute lebt er mit seiner Frau Leila Murray, die er 2016 ehelichte, in St. Petersburg Beach, Florida, betreut u. a. die offizielle Website der Munsters und gibt gelegentlich Gastspiele in Independentfilmen und kleineren Produktionen.

## Filmografie (Auswahl)

### Filme
- 1961: Two little Bears, Regie: Randall Hood
- 1962: Hand of Death, Regie: Gene Nelson
- 1963: Ein Kind wartet (A Child is waiting), Regie: John Cassavetes
- 1963: Die Sprache der Gewalt (Pressure Point), Regie: Hubert Cornfield
- 1963: Der eiserne Kragen (Showdown), Regie: R.G. Springsteen
- 1966: Gespensterparty (Munster, Go Home!), Regie: Earl Bellamy
- 1969: 80 Schritte bis zum Glück (80 Steps to Jonah), Regie: Gerd Oswald
- 1971: Die Ratten der Slums (The Sandpit Generals); Regie: Hall Bartlett
- 1991: Scary Movie; Regie: Daniel Erickson
- 1995: Eine unheimliche Familie zum Schreien (Here come the Munsters); Regie: Robert Ginty
- 2003: Dickie Roberts, Regie: Sam Weisman

### Serie
- 1963: The Real McCoys (7 Folgen)
- 1963: Mein Onkel vom Mars (My Favorite Martian, Folge 1x13)
- 1963: Bonanza (Folge 5x13)
- 1963: Im wilden Westen (Death Valley Days, Folge 12x03)
- 1963–1964: Mr. Ed (Mister Ed, Folgen 4x06 & 4x17)
- 1964: Tausend Meilen Staub (Rawhide, Folge 6x19)
- 1964 / 1967: Rauchende Colts (Gunsmoke, Folgen 9x17 & 12x17)
- 1964–1966: The Munsters (71 Folgen)
- 1966 / 1967: Bezaubernde Jeannie (I Dream of Jeannie, Folgen 2x16 & 2x26)